# 石川昭義
石川 昭義（いしかわ あきよし、1959年11月 - ）は、日本の教育学者。名古屋経済大学人間生活科学部幼児保育学科教授を経て、仁愛大学人間生活学部子ども教育学科教授。幼児教育が専門。学位は、教育学修士（名古屋大学）。福井県出身。

## 学歴
- 福井県立藤島高等学校卒業
- 1982年 - 名古屋大学教育学部教育学科卒業
- 1987年 - 名古屋大学大学院教育学研究科教育学専攻博士課程中退